# Machiasport
Machiasport és una població dels Estats Units a l'estat de Maine (EUA). Segons el cens del 2000 tenia 1.160 habitants.

## Demografia
Segons el cens del 2000, Machiasport tenia 1.160 habitants, 413 habitatges, i 289 famílies. La densitat de població era de 21 habitants/km².
Dels 413 habitatges en un 29,1% hi vivien nens de menys de 18 anys, en un 58,4% hi vivien parelles casades, en un 7,3% dones solteres, i en un 30% no eren unitats familiars. En el 22,5% dels habitatges hi vivien persones soles el 8,7% de les quals corresponia a persones de 65 anys o més que vivien soles. El nombre mitjà de persones vivint en cada habitatge era de 2,46 i el nombre mitjà de persones que vivien en cada família era de 2,88.
Per edats la població es repartia de la següent manera: un 20,9% tenia menys de 18 anys, un 8,3% entre 18 i 24, un 32,1% entre 25 i 44, un 24,8% de 45 a 60 i un 14% 65 anys o més.
L'edat mediana era de 38 anys. Per cada 100 dones de 18 o més anys hi havia 134,2 homes.
La renda mediana per habitatge era de 29.531 $ i la renda mediana per família de 32.279 $. Els homes tenien una renda mediana de 29.643 $ mentre que les dones 20.500 $. La renda per capita de la població era de 13.727 $. Entorn de l'11,8% de les famílies i el 12,2% de la població estaven per davall del llindar de pobresa.